# Kanton Soultz-sous-Forêts

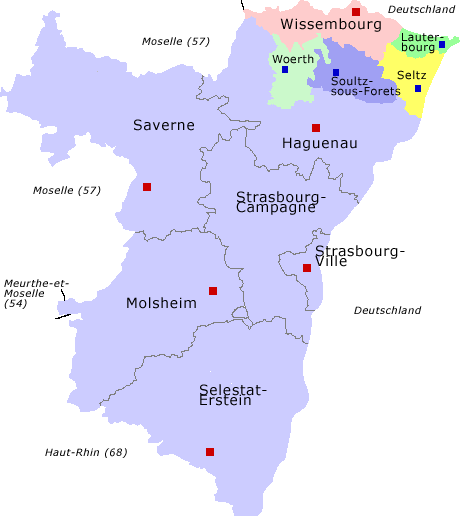
Karte des Arrondissements und des Kantons Wissembourg im Département Bas-Rhin

Der Kanton Soultz-sous-Forêts war bis 2015 ein französischer Wahlkreis im Arrondissement Haguenau-Wissembourg, im Département Bas-Rhin und in der Region Elsass; sein Hauptort war Soultz-sous-Forêts, Vertreter im Generalrat des Départements war ab 2001 Jean-Laurent Vonau. 
Der Kanton Soultz-sous-Forêts war 150,56 km² groß und hatte 19.486 Einwohner (Stand 2006).

## Geschichte
Der Kanton wurde am 4. März 1790 im Zuge der Einrichtung der Départements als Teil des damaligen Distrikts Wissembourg gegründet.
Mit der Gründung der Arrondissements am 17. Februar 1800 wurde der Kanton als Teil des Arrondissements Wissembourg neu zugeschnitten.
Von 1871 bis 1919 gab es keine weitere Untergliederung des damaligen "Kreises Weißenburg".
Am 28. Juni 1919 wurde der Kanton wieder Teil des Arrondissements Wissembourg.
Am 22. März 2015 wurde der Kanton aufgelöst.

## Einwohnerzahlen der Gemeinden am 1.Januar2012 und Verbleib ab dem 1.Januar2015
Zum Kanton gehörten die folgenden 19 Städte und Gemeinden:
| Gemeinde                | Einwohner 2012 | Kanton ab 2015 |
| ----------------------- | -------------- | -------------- |
| Aschbach                | 677            | Wissembourg    |
| Betschdorf              | 4100           | Wissembourg    |
| Drachenbronn-Birlenbach | 919            | Wissembourg    |
| Hatten                  | 1939           | Wissembourg    |
| Hoffen                  | 1163           | Wissembourg    |
| Hunspach                | 661            | Wissembourg    |
| Ingolsheim              | 285            | Wissembourg    |
| Keffenach               | 203            | Wissembourg    |
| Kutzenhausen            | 899            | Reichshoffen   |
| Lobsann                 | 627            | Reichshoffen   |
| Memmelshoffen           | 326            | Wissembourg    |
| Merkwiller-Pechelbronn  | 970            | Reichshoffen   |
| Oberrœdern              | 543            | Wissembourg    |
| Retschwiller            | 273            | Wissembourg    |
| Rittershoffen           | 894            | Wissembourg    |
| Schœnenbourg            | 674            | Wissembourg    |
| Soultz-sous-Forêts      | 3011           | Wissembourg    |
| Stundwiller             | 474            | Wissembourg    |
| Surbourg                | 1634           | Wissembourg    |

## Bevölkerungsentwicklung
| 1962   | 1968   | 1975   | 1982   | 1990   | 1999   | 2006   |
| ------ | ------ | ------ | ------ | ------ | ------ | ------ |
| 15.834 | 16.323 | 16.003 | 16.604 | 17.273 | 18.295 | 19.486 |